# Yuba County
Yuba County is een county in Californië in de VS. Het was een van de eerste county's en werd gevormd in 1850. Delen van de county werden gegeven aan Placer County in 1851, aan Nevada County in 1851 en aan Sierra County in 1852.
Zijn naam kreeg het van de Yuba River welke haar naam kreeg van John Sutter. Hij noemde de rivier naar een inheems dorp: "Yuba", "Juba" of "Yupu". Generaal Mariano Vallejo beweerde nochtans dat de rivier "Uba" genoemd werd door een verkennende expeditie in 1824. Die naam zou komen van het Spaanse "uvas silvestres" wat wilde druiven betekent. Deze zouden langs de rivier overvloedig aanwezig geweest zijn.

## Geografie
De county heeft een totale oppervlakte van 1667 km² (644 mijl²) waarvan 1633 km² (631 mijl²) land en 34 km² (13 mijl²) of 2.03% water is.

### Aangrenzende county's
- Placer County - zuiden
- Sutter County - westen
- Butte County - noorden
- Plumas County - noordoost
- Sierra County - noordoost
- Nevada County - oosten

### Steden en dorpen
- Beale Air Force Base
- Camptonville
- Challenge-Brownsville
- Linda
- Loma Rica
- Marysville
- Olivehurst
- Plumas Lake
- Wheatland